# Rytidosperma bonthainicum
Rytidosperma bonthainicum är en gräsart som först beskrevs av Pieter Jansen, och fick sitt nu gällande namn av Jan Frederik Veldkamp. Rytidosperma bonthainicum ingår i släktet kängurugräs (släktet), och familjen gräs. Inga underarter finns listade i Catalogue of Life.